# Walter Allen Watson
Walter Allen Watson (* 25. November 1867 im Nottoway County, Virginia; † 24. Dezember 1919 in Washington, D.C.) war ein US-amerikanischer Politiker. Zwischen 1913 und 1919 vertrat er den Bundesstaat Virginia im US-Repräsentantenhaus.

## Werdegang
Walter Watson besuchte die öffentlichen Schulen seiner Heimat. Nach einem anschließenden Jurastudium an der University of Virginia in Charlottesville und seiner 1893 erfolgten Zulassung als Rechtsanwalt begann er in seiner Heimat in diesem Beruf zu arbeiten. Von 1895 bis 1904 amtierte er als Staatsanwalt. Gleichzeitig schlug er als Mitglied der Demokratischen Partei eine politische Laufbahn ein. Zwischen 1891 und 1895 saß er im Senat von Virginia. In den Jahren 1901 und 1902 gehörte Watson dem Staatsvorstand seiner Partei an. Von 1904 bis 1912 amtierte er als Richter im vierten Gerichtsbezirk von Virginia.
Bei den Kongresswahlen des Jahres 1912 wurde Watson im vierten Wahlbezirk seines Staates in das US-Repräsentantenhaus in Washington gewählt, wo er am 4. März 1913 die Nachfolge von Robert Turnbull antrat. Nach drei Wiederwahlen konnte er bis zu seinem Tod am 24. Dezember 1919 im Kongress verbleiben. In diese Zeit fiel der Erste Weltkrieg. Walter Watson wurde auf dem Familienfriedhof auf dem Anwesen Woodland im Nottoway County beigesetzt.